# Cerro Inacaliri
El Cerro Inacaliri, también conocido como Cerro Cajón o del Cajón, es un volcán inactivo en la frontera entre Bolivia y Chile, en la cordillera de los Andes. Tiene una altura de 5.618 metros sobre el nivel del mary forma parte de la Cordillera Occidental, justo al este del Cerro de Colana. El Inacaliri posee cuatro puntas rocosas que forman una corona alrededor de su cumbre, donde se encuentra un cráter volcánico de 400 m de diámetro con una pequeña laguna ubicada al medio. Su edad fue estimada por Gonzales-Ferron (1995) como Plioceno-Pleistoceno.
El río San Pedro de Inacaliri nace en sus laderas y se une al río Silala trece kilómetros al oeste del Cerro Inacaliri.

## Toponimia
Inacaliri (o sus variantes Incacaliri e Incalirii) proviene del idioma aimara que significa "cerro huérfano" (liri) de abundante (ina) roca (caca).